# Kurt Armbruster
Kurt Armbruster (16 settembre 1934 – 14 marzo 2019) è stato un calciatore svizzero, di ruolo centrocampista.